# Раймундо Орси
Раймундо Орси (на испански: Raimundo Orsi) е аржентински футболист, полузащитник и нападател.

## Кариера
Кариерата му започва в Аржентина с Клуб Атлетико Индепендиенте (1920-1928, 1935), но с Ювентус Орси има най-голям успех в клубната си кариера. Той се присъединява към клуба навреме за сезон 1928/29 и остава в Ювентус до 1935 г., спечелвайки 5 последователни скудети между 1931 и 1935 г. След като напуска Италия, Орси играе останалата част от кариерата си в Южна Америка. Той се завръща в Индипендиенте, преди да премине в Бока Хуниорс, Платенсе и Алмагро. Той играе и за Фламенго в Бразилия, Пенярол в Уругвай и Сантяго Насионал в Чили.

### Национален отбор
Неговият дебют за Аржентина на 10 август 1924 г. е срещу Уругвай. През следващите 12 години той играе 13 пъти за Аржентина и вкарва 3 гола, като печели Копа Америка 1927 и сребърен медал на летните олимпийски игри през 1928 г. в Амстердам, Нидерландия. Кариерата на Орси е странна по съвременните стандарти обаче, тъй като той играе за Италия, както и за Аржентина, позволявайки му да направи 35 мача и да вкара 13 гола за втората си страна между 1 декември 1929 г. и 24 март 1935 г. Това също му позволява да спечели 2 издания на Централноевропейската купа и да бъде част от състава, който печели Световната купа през 1934 г.

## Отличия

### Отборни
Индепендиенте
- Asociación Amateurs de Football: 3

1922, 1924, 1925
Ювентус
- Серия А: 5

1930/31, 1931/32, 1932/33, 1933/34, 1934/35
Фламенго
- щат Рио: 1

1939

### Международни
Аржентина
- Копа Америка: 1

1927
Италия
- Световно първенство по футбол: 1934
- Купа на Централна Европа по футбол: 1933/35

### Индивидуални
- Световно първенство по футбол отбор на турнира: 1934[5]